# Iglesia de Husaby

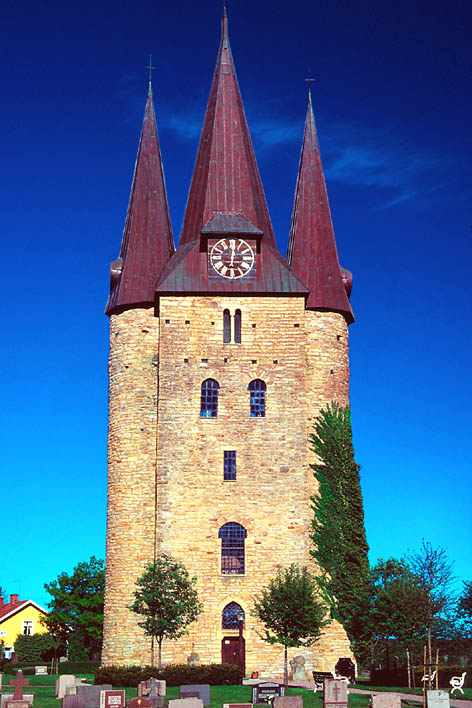
La torre de la iglesia de Husaby.

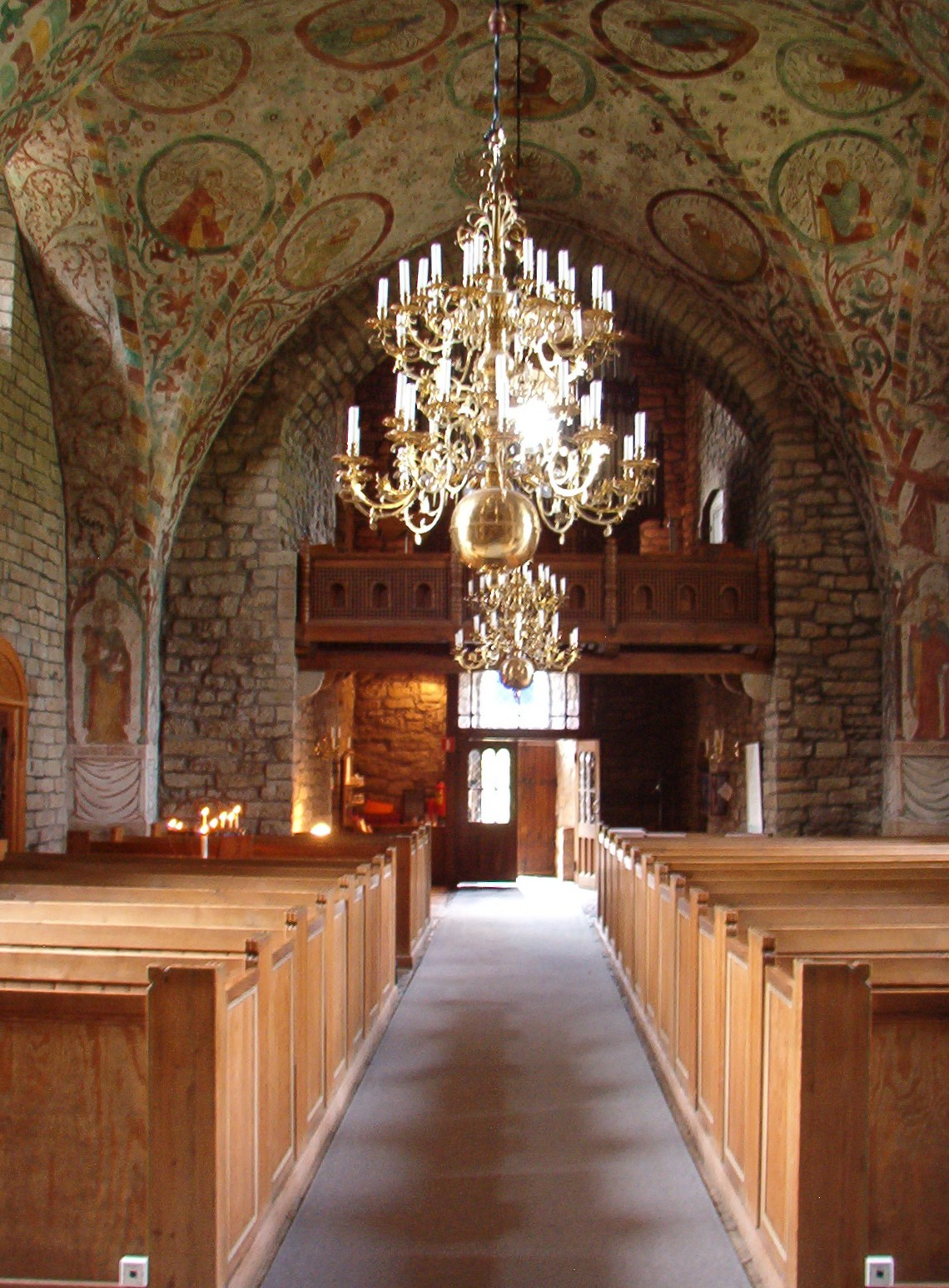
Un aspecto del interior, con sus coloridos frecos.

La iglesia de Husaby (sueco: Husaby kyrka) es uno de los más antiguos templos cristianos de Suecia. Data del siglo XI y se localiza en el municipio de Götene, en la provincia de Västergötland.
Es una construcción románica, con una torre masiva de gran elevación en el costado occidental, que en un principio tuvo también funciones defensivas. Iglesias románicas similares de esa época se conservan principalmente en Alemania, y en Suecia otro ejemplo fue la catedral de Gamla Uppsala, que sin embargo perdió con el tiempo su torre occidental.
Frente al portal principal se conservan dos tumbas en forma de sarcófagos de piedra. Se ha especulado que podrían pertenecer al rey Olaf Skötkonung y al obispo Unni, pero no existen evidencias suficientes de ello.
El interior de la iglesia es solemne y elegante, con frescos medievales muy coloridos, en los que predominan los tonos verdes y rojos, a pesar de la escasa luz que entra al templo. Los muros del cuerpo de la iglesia son también bastante elevados, tomando en consideración que se trata de un templo relativamente pequeño.

## Historia
En el siglo XI, la población de Husaby, hoy sin gran relevancia, era sede de un palacio real (hoy en ruinas). En esta localidad el rey Olaf Skötkonung donó el solar para la iglesia al obispo inglés San Sigfrido, un importante misionero en Suecia. La iglesia probablemente haya reemplazado a una stavkirke (iglesia de madera) más antigua.
No se sabe a ciencia cierta si la iglesia de Husaby fue consagrada realmente como catedral o si sólo fue una templo secundario administrado por Sigfrido. La única fuente escrita que menciona a Husaby como sede episcopal es la Västgötalagen. En interior de la iglesia se conserva una cátedra de obispo, pero tal implemento no necesariamente indica que el lugar fuera sede de un obispado.
Aproximadamente por el mismo tiempo de la misión de Sigfrido, la diócesis de Bremen-Verden, en el Sacro Imperio Romano Germánico, envió un obispo a Suecia, llamado Thurgot, que tendría su sede en la ciudad de Skara.

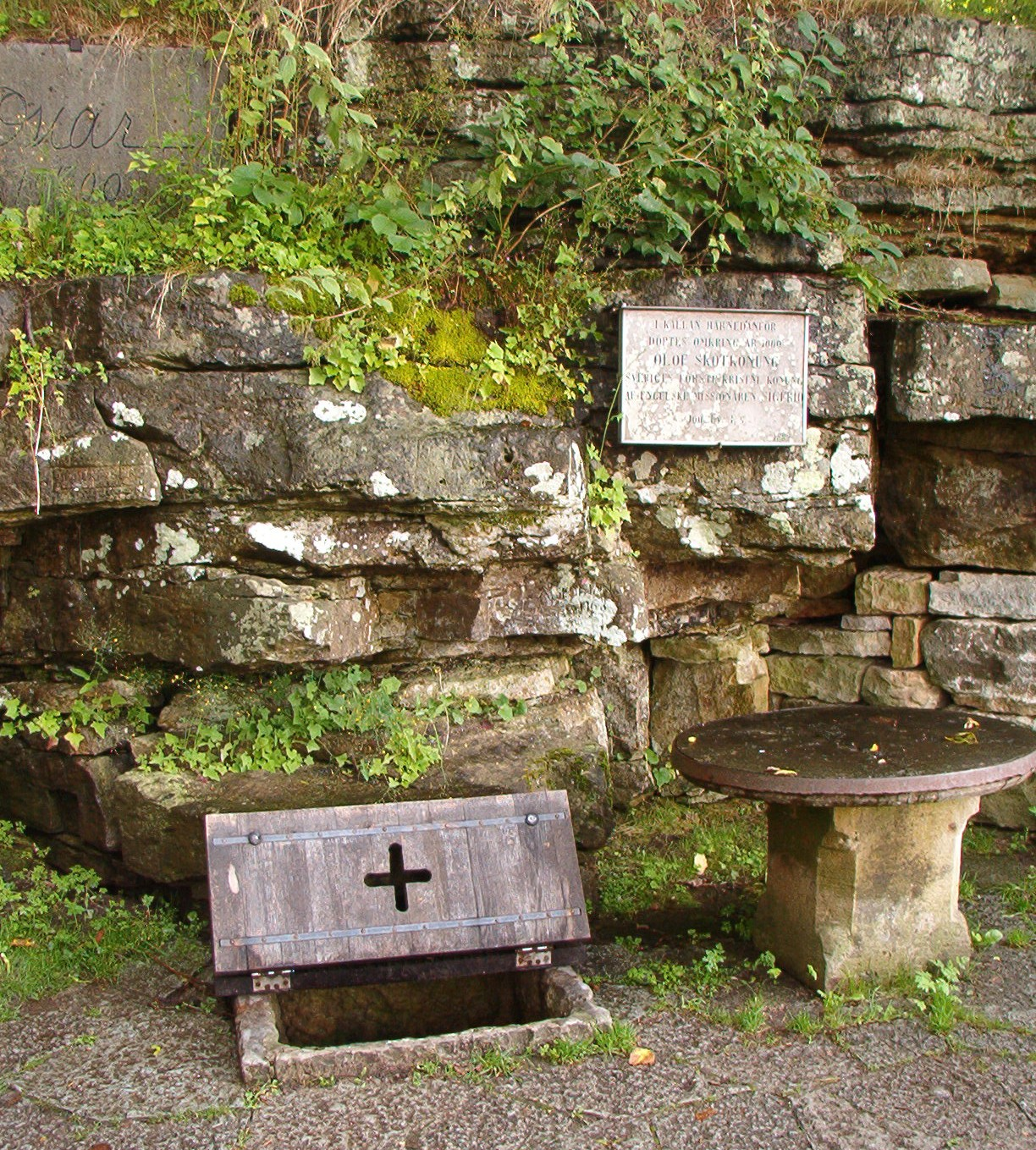
El pozo de la iglesia, presunto sitio del bautismo del rey Olaf Skötkonung.

Olaf Skötkonung pudo haber sido bautizado en un manantial al lado oriente de la iglesia de Husaby, hacia el año 1000. Olaf se convertiría así en el primer rey cristiano de Suecia.
En el siglo XIV la iglesia fue remodelada, añadiéndosele algunos arcos ojivales. Una restauración más reciente ocurrió entre 1900 y 1902.